# Julius Hackethal
Karl Heinrich Julius Hackethal (* 6. November 1921 in Reinholterode, Kreis Heiligenstadt, heute Landkreis Eichsfeld; † 17. Oktober 1997 in Bernau am Chiemsee) war ein deutscher Chirurg, Befürworter der aktiven Sterbehilfe und Autor vieler standeskritischer Bücher. Er warf seinen Ärztekollegen zahlreiche Kunstfehler vor.

## Leben
Julius Hackethal, zunächst von seiner Familie und sich selbst Karl Heinz genannt, wuchs auf dem Bauernhof seiner Eltern auf. Er und seine Geschwister mussten bei der Bewirtschaftung des 75 Hektar großen Anwesens helfen. Seine Mutter wollte, dass er Landarzt würde.
Er meldete sich freiwillig zur Wehrmacht, gegen den Wunsch seiner Eltern, die sich daraufhin über einen Verwandten bemühten, dass er doch noch Medizin studieren würde. So gelangte er an die militärärztliche Akademie, wo er ein Gehalt erhielt und die Ränge Fahnenjunker, Feldwebel und später Feldunterarzt durchlief. Er studierte Medizin in Berlin, Würzburg und Göttingen. Bei Kriegsende war er im 8. Semester. Zu dieser Zeit wohnte er in der Nähe von Göttingen und erfuhr, dass die Universität Göttingen Notapprobationen vergab. Er fuhr unter abenteuerlichen Umständen nach Göttingen und bestach die Sachbearbeiter mit einer Kiste Eckstein-Zigaretten, um das Verfahren noch abzuschließen, bevor die Amerikaner anrückten. Seine Dissertation wurde 1944 veröffentlicht.
Bis 1950 absolvierte er eine chirurgische Ausbildung am Kreiskrankenhaus in Eschwege. 1952 wechselte er an die Orthopädische Universitätsklinik in Münster; 1954 folgte die Habilitation im Fach Orthopädie, 1956 zusätzlich für Chirurgie an der Universität Erlangen-Nürnberg. 1962 wurde er zum außerordentlichen Professor ernannt. 1981 bis 1988 leitete er eine private Krebsklinik am Chiemsee, 1989 gründete er eine eigene Klinik für Ganzheitsmedizin und ausgewählte Chirurgie auf dem Gut Spreng in Riedering im Landkreis Rosenheim.
Er starb im Alter von 75 Jahren, nach Angaben der DocCheck-News-Redaktion, an Lungenmetastasen seines unbehandelten Prostatakrebses.
Julius Hackethal hatte drei Kinder, einen Sohn und zwei Töchter.

## Beruf

### Berufsleben
Als Unfallchirurg erfand er 1961 die Bündelnägel, die nach ihm als Hackethal-Nägel bezeichnet werden; man sprach von Hackethal-Nagelungen. Heute werden sie nicht mehr verwendet.

### Erlanger Professorenstreit
Hackethal erregte erstmals 1963 Aufsehen, als er in Erlangen dem Klinikchef in der Chirurgie Gerd Hegemann 138 schwere Kunstfehler vorwarf, von denen mehr als die Hälfte tödlich ausgegangen seien. Angesichts der Zustände in Erlangen wollte Hackethal so nicht mehr weiterarbeiten und verweigerte den Gehorsam, worauf er entlassen wurde. Die Auseinandersetzung wurde als „Erlanger Professorenstreit“ bekannt. In einem Fall erstattete Hackethal sogar Anzeige wegen Mordes. Alle 138 vermeintlichen Kunstfehler wurden innerhalb kürzester Zeit aufgeklärt. Der Klinikchef erwirkte durch eine einstweilige Verfügung, dass Hackethal die Vorwürfe nicht mehr äußern durfte. Hackethals akademische Karriere war damit beendet. Den bis dahin für seine Publikationen benutzten Autorennamen „Karl Heinz Hackethal“ ersetzte er im Folgenden, für seine nunmehr rein populärwissenschaftlichen Werke, durch „Julius Hackethal“.
1965 wurde er Assistenzarzt am Städtischen Krankenhaus Lauenburg und, nachdem der bisherige Chefarzt ausgeschieden war, dessen Nachfolger. Bis Anfang 1974 blieb er Chefarzt der Chirurgie, ehe er eine eigene Praxis eröffnete. Nachdem er im November 1974 einen Prozess vor dem Landesarbeitsgericht von Schleswig-Holstein in Kiel verloren hatte, beschloss er nach eigenen Angaben, öffentlich vor der praktizierenden Chirurgie zu warnen. Sein medizinkritisches Buch Auf Messers Schneide, dessen ursprünglicher Titelvorschlag Handwerk zum Heilen und zum Töten von Hackethals Verleger abgelehnt wurde, machte ihn 1976 bekannt. Darin plädierte er für Behandlungsalternativen, für mehr Ethik in der Medizin sowie für eine bessere Patient-Arzt-Beziehung. Ein Jahr später folgte das Buch Nachoperation. Er verarbeitete darin seine Erlanger Erfahrungen mit der Krankenhaushierarchie.
Durch seine zahlreichen öffentlichen Auftritte und Publikationen wurde er zu einem der bekanntesten und auch umstrittensten Mediziner in Deutschland. Er war Sachverständiger in zahlreichen Prozessen wegen ärztlicher Kunstfehler und griff seine Standeskollegen wiederholt scharf an. Allerdings wertete Hackethal es im September 1994 bereits als Kunstfehler (eigentlich schuldhafte Arztfehler), „wenn Ärzte es versäumt haben, medizinkritische Bücher zu lesen“.

### Thesen zur Krebsbehandlung
Seine Thesen zur Krebsbehandlung waren unter anderen, dass man in der etablierten Medizin eine „Verstümmelungsstrategie“ bei der Krebsbehandlung anwende. Die Art der Operationen und die Anwendung der Chemotherapie würden oft unnötige Schäden verursachen. 1981 fuhr er in die Cleveland Clinic nach Ohio, um sich über die dortige Krebsbehandlung zu informieren. Danach vertrat er die These, dass man einige Krebsarten besser in Ruhe lasse, anstatt sie zu operieren. Er prägte hierfür den Begriff „Haustierkrebs“. Seine Thesen zur Krebsvorsorge und Krebsbehandlung, insbesondere von Prostatakrebs, waren sehr umstritten. Aufsehen erregte auch sein Auftritt beim Prozess gegen den krebskranken Erich Honecker. Er wurde von der Nebenklägerseite eingeladen und gab dort an, er könne die Ausbreitung der Krebszellen bei diesem mittels einer Spritze stoppen, die das Hormon Testosteron blockiere.

### Aktive Sterbehilfe
Mitte der 1980er Jahre engagierte sich Hackethal in der Sterbehilfe und für die Deutsche Gesellschaft für Humanes Sterben. Er setzte sich für aktive Sterbehilfe ein und bekannte, dass er seiner Mutter eine tödliche Spritze gegeben habe. Aufsehen erregte ein von ihm gedrehter Film, der zeigte, wie er einer schwerkranken Frau, deren Gesicht von Krebs und Operationen zerstört war, Zyankali gab. Zu einer Verurteilung kam es nicht, da die Frau den Becher mit dem Gift selbstständig ausgetrunken hatte.
Im Laufe seines Wirkens wurden gegen Hackethal zahlreiche Strafverfahren und auch standesrechtliche Verfahren eingeleitet, unter anderem wegen Tötung auf Verlangen, da ihm vorgeworfen wurde, dass er Todkranken aktive Sterbehilfe geleistet habe. Er wurde jedoch nie verurteilt. Er selbst strengte ebenfalls zahlreiche Verfahren an. Nach eigenen Angaben gab er im Laufe seines Lebens eine halbe Million DM für Gerichtskosten aus.

## Veröffentlichungen (Auswahl)
- Thrombose und Embolie. 1957.
- Das Sudecksche Syndrom. Hüthig, 1958.
- Die Bündel-Nagelung. Springer, Wien 1959.
- Auf Messers Schneide. Kunst und Fehler der Chirurgen. Rowohlt, Reinbek 1976; F. A. Herbig, München; Lübbe, Bergisch Gladbach 1995 (= Bastei-Lübbe-Taschenbuch. Band 60391), ISBN 3-404-60391-5 (Platz 1 der Spiegel-Bestsellerliste vom 11. Oktober bis zum 28. November 1976 und vom 28. Februar bis zum 6. März 1977).
- Nachoperation. Noteingriff zur Korrektur eines patientenfeindlichen Gesundheitssystems. Molden, Wien 1977 (Lübbe, Bergisch Gladbach 1995; Platz 1 der Spiegel-Bestsellerliste vom 11. Juli bis zum 21. August 1977).
- Sprechstunde. Fälle, Operationen, Ratschläge. Erfahrungen aus dem Gebiet der Chirurgie des Bewegungssystems. Molden, Wien 1978 (Lübbe, Bergisch Gladbach 1994).
- Krankenhaus. Über Patientenschicksale und Zustände in unseren Kliniken. Molden, Wien 1979 (Lübbe, Bergisch Gladbach 1994).
- Keine Angst vor Krebs. Kronzeuge Prostatakrebs gegen die schulmedizinische Rabiat-Strategie bei Krebs. Molden, Wien 1978 (Lübbe, Bergisch Gladbach 1994).
- Operation – ja oder nein? Ratschläge für Kranke und Gesunde. Goldmann, München 1980 (Lübbe, Bergisch Gladbach 1994).
- Humanes Sterben. Mitleidstötung als Patientenrecht und Arztpflicht. Herbig, München 1988.
  - Korrigierte Taschenbuch-Ausgabe als: Humanes Leben bis zuletzt. Für ein Selbstbestimmungsrecht des Patienten. Ullstein, Frankfurt am Main 1990 (Lübbe, Bergisch Gladbach 1995).
- Der Meineid des Hippokrates. Von der Verschwörung der Ärzte zur Selbstbestimmung des Patienten. Lübbe, Bergisch Gladbach 1992 (Taschenbuch ebenda 1993).
- Der Wahn, der mich beglückt. Karriere und Ketzerei eines Arztes. Lübbe, Bergisch Gladbach 1995 (Taschenbuch ebenda 1997). Autobiografie.